# 矢倉克夫
矢倉 克夫（やくら かつお、1975年〈昭和50年〉1月11日 - ）は、日本の政治家。日本・アメリカ合衆国ニューヨーク州の弁護士。参議院議員（2期）、財務副大臣、農林水産大臣政務官を歴任した。
埼玉県さいたま市浦和区在住。妻との2人暮らし。

## 来歴
1975年、神奈川県横浜市に生まれる。
1997年に東京大学法学部を卒業後、司法試験に合格。2000年に司法研修所修了したのち、アンダーソン・毛利法律事務所（現：アンダーソン・毛利・友常法律事務所）に弁護士として入所する。主に企業法務を担当し、様々な業界の企業再編に携わった。
アメリカ合衆国のカリフォルニア大学ロサンゼルス校（UCLA）、中華人民共和国の復旦大学へ留学。現地法律事務所での実務経験も積み、2009年から2012年3月まで経済産業省に出向する。経済産業省では通商政策局通商機構部参事官補佐を歴任し、世界貿易機関（WTO）での紛争処理に関与する。
2013年7月、第23回参議院議員通常選挙に埼玉県選挙区から公明党公認・自民党推薦で出馬し、初当選を果たす。
2016年8月5日、第3次安倍第2次改造内閣で農林水産大臣政務官に就任。
2019年7月、第25回参議院議員通常選挙に埼玉県選挙区から公明党公認・自民党推薦で出馬し、2回目の当選を果たす。
2023年9月、第2次岸田第2次改造内閣で、財務副大臣に就任。
2024年6月28日、翌年7月の第27回参議院議員通常選挙に埼玉県選挙区から公明党公認で出馬することが発表される。2025年7月20日の投開票の結果、定数4人に対して5位で落選した。

## 略歴
- 1975年 - 神奈川県横浜市に生まれる[2]
- 1987年 - 神奈川県横浜市立鴨志田緑小学校卒業
- 1990年 - 創価中学校卒業
- 1993年 - 創価高等学校卒業
- 1997年 - 東京大学法学部卒業[3]
- 1998年 - 司法試験合格
- 2000年 - 最高裁判所司法研修所修了（53期）
- 2000年 - アンダーソン・毛利法律事務所勤務（現：アンダーソン・毛利・友常法律事務所、2012年3月まで）[3][2]
- 2005年 - カリフォルニア大学ロサンゼルス校（UCLA）法学修士課程修了[3][2][4]
- 2005年 - ホランド・アンド・ナイト法律事務所勤務（Holland & Knight、2006年6月まで）[3][2][4]
- 2007年 - 復旦大学中国語研修修了[2]
- 2007年 - キングアンドウッド法律事務所勤務（2007年8月まで）[3][2][4]
- 2009年 - 経済産業省出向（2012年3月まで）[3][2][4]
- 2013年 - 第23回参議院議員通常選挙において埼玉県選挙区より公明党公認・自民党推薦で出馬、初当選。
- 2014年 - 党法務部会 副部会長、党外交・安全保障部会 副部会長、文部科学部会 副部会長に就任。
- 2015年 - 党法務部会 部会長代理、党外交部会 副部会長、党決算・行政監視部会 副部会長、参議院国会対策副委員長、党再犯防止対策強化ＰＴ 事務局長に就任。
- 2016年 - 法務委員会 理事、北朝鮮による拉致問題等に関する特別委員会 理事に就任。第3次安倍第2次改造内閣で、農林水産大臣政務官に就任。
- 2017年 - 党参議院筆頭国会対策副委員長、議院運営委員会 理事、政府開発援助等に関する特別委員会 理事、党経済産業部会 部会長代理、党外交部会 副部会長、党農林水産部会 副部会長に就任。
- 2018年 - 党参議院政策審議会 副会長、党農林水産部会 副部会長に就任。
- 2019年 - 第25回参議院議員通常選挙において埼玉県選挙区より公明党公認・自民党推薦で出馬、再選。
- 2023年 - 第2次岸田第2次改造内閣で、内閣府副大臣に就任
- 2025年 - 第27回参議院議員通常選挙において埼玉県選挙区より公明党公認・自民党推薦で出馬、落選。

## 現在の役職

### 公明党
- 党中央幹事
- 党参議院政策審議会副会長
- 党青年委員会委員長
- 党埼玉県本部副代表
- 党農林水産部会副部会長
- 党被災地復興支援福島担当

### 政府
- 財務副大臣

### 参議院
- 国土交通委員会
- ODA特別委員会
- 憲法審査会

## 政策
- 選択的夫婦別姓導入に「賛成」としている[9]。
- 同性婚に「どちらかと言えば賛成」[9]。

## 選挙歴
| 当落 | 選挙                     | 執行日         | 年齢 | 選挙区       | 政党   | 得票数     | 得票率 | 定数 | 得票順位 /候補者数 | 政党内比例順位 /政党当選者数 |
| ---- | ------------------------ | -------------- | ---- | ------------ | ------ | ---------- | ------ | ---- | ------------------ | ---------------------------- |
| 当   | 第23回参議院議員通常選挙 | 2013年07月21日 | 38   | 埼玉県選挙区 | 公明党 | 59万9755票 | 20.41% | 3    | 2/8                | /                            |
| 当   | 第25回参議院議員通常選挙 | 2019年07月21日 | 44   | 埼玉県選挙区 | 公明党 | 53万2302票 | 19.12% | 4    | 3/9                | /                            |
| 落   | 第27回参議院議員通常選挙 | 2025年07月20日 | 50   | 埼玉県選挙区 | 公明党 | 44万1613票 | 12.93% | 4    | 5/15               | /                            |